# Josephine Wright Chapman
Josephine Wright Chapman (Fitchburg, Massachusetts 1867 - Bath, Reino Unido, 1943) fue una arquitecta estadounidense, reconocida en Boston y Nueva York.

## Primeros años

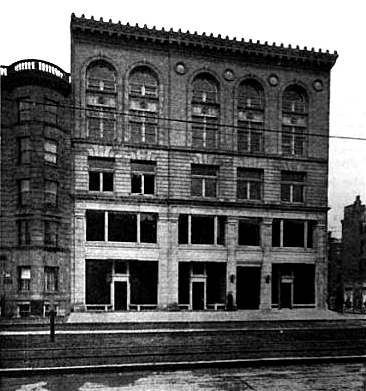
1903 NewCenturyBuilding HuntingtonAve Boston.png

Chapman nació en Massachusetts en 1867, consiguió un grado de éxito profesional y de difusión de su obra poco habitual, en una época en la que era difícil para una mujer acceder a una educación académica, conseguir empleo o conseguir encargos por sí misma. Gran parte de sus encargos partieron de otras mujeres.Tras dejar su pueblo natal sin el consentimiento de sus padres, que se oponían a su vocación, tuvo que empeñar ropas y joyas para mantenerse. En 1892, convenció a Clarence H. Blackal, un arquitecto de Boston conocido por sus teatros, para que la dejara trabajar como aprendiz en su despacho. Chapman trabajó allí cinco años, aprendiendo de su experiencia en el diseño de edificios públicos y de su voluntad de experimentar con nuevos materiales, como en el edificio Carter de 1893, la primera estructura de acero de Boston.
Chapman montó su propio despacho en Boston en 1897, dentro de una cooperativa de mujeres artistas llamada Grundman Studios.
Ese mismo año, la Universidad de Harvard le encargó el Craigie Arms, un edificio de ladrillo en estilo neogeorgiano reconocible por su esquina cilíndrica. A finales de siglo, la arquitecta, tenía cinco o seis delineantes trabajando en su despacho, entre los que se encuentra documentada al menos una mujer.

## Trayectoria
En 1901, Chapman ganó el concurso para el edificio de Nueva Inglaterra en la Exposición Panamericana de Buffalo, Nueva York. Este edificio de dos plantas en estilo colonial, construido en madera pero pintado para parecer de ladrillo con apliques de mármol, representaría a los seis estados de Nueva Inglaterra en la exposición. Animada por este éxito, presentó su solicitud de ingreso al AIA (Instituto Americano de Arquitectos), aunque tanto el AIA como el Club de Arquitectos de Boston la rechazaron.
Entre la obra de Chapman son destacables por su tema los clubs para mujeres en Worcester, de 1902, en Boston, de 1903, y en Lynn, de 1909. Estos clubs nacieron al calor del movimiento feminista en Estados Unidos a mediados del siglo XIX y, en general, se distinguieron por promover la labor artística de las mujeres, encargando y exhibiendo su obra y también encargando sus sedes a arquitectas.
En 1921, Chapman viajó a Europa para estudiar su arquitectura. Este viaje influyó en su último trabajo, Hillandale, una gran residencia al estilo italiano. Fue proyectada en 1923 para Anne Archbold, heredera de la compañía Standard Oil, siguiendo el estilo de las villas renacentistas italianas que conoció durante su infancia en Italia. Tras finalizar su construcción en 1925, se retiró y se trasladó primero a París y más tarde a Londres.

## Premios y reconocimientos

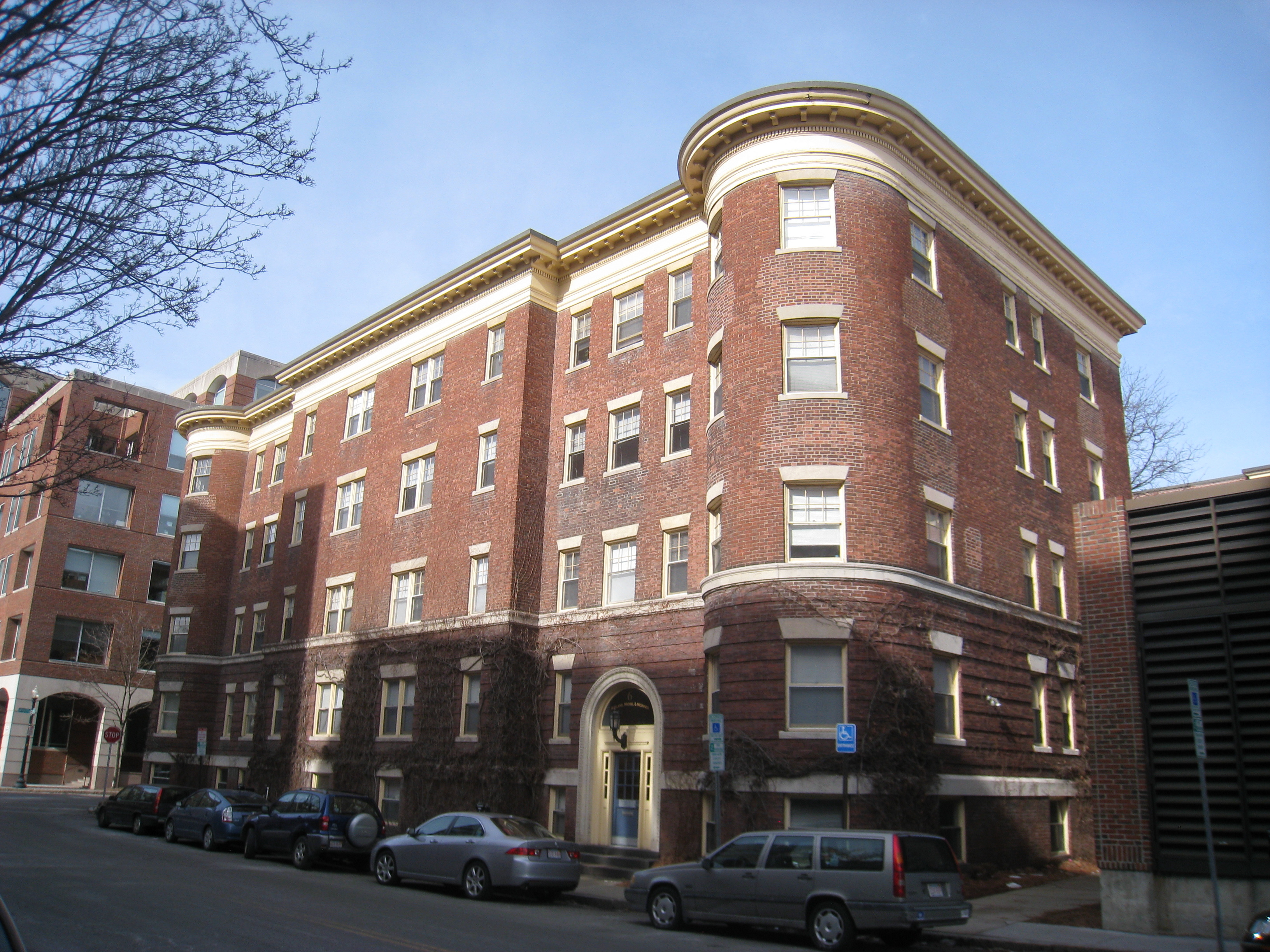
Craigie Arms, 6 Bennett Street, Cambridge

En 1901, Chapman ganó el concurso para el edificio de Nueva Inglaterra en la Exposición Panamericana de Buffalo, Nueva York. Este edificio de dos plantas en estilo colonial, construido en madera pero pintado para parecer de ladrillo con apliques de mármol, representaría a los seis estados de Nueva Inglaterra en la exposición. Animada por este éxito, presentó su solicitud de ingreso al AIA (Instituto Americano de Arquitectos), aunque tanto el AIA como el Club de Arquitectos de Boston la rechazaron.
Los apartamentos Craigie Arms, el club para mujeres de Worcester y la mansión para Anne Archbold están catalogados en el Registro Nacional de Lugares Históricos de Estados Unidos.

## Obras
En 1897 la Universidad de Harvard le encargó el edificio de apartamentos Craigie Arms.
A causa de la recesión de 1907 decidió trasladar su despacho a Nueva York, donde abrió despacho en Washington Square y fue aceptada por la Sociedad de Arquitectos de Nueva York. Allí decide dedicarse en exclusiva a la arquitectura residencial. A diferencia de la mayoría de arquitectas, dedicadas a la arquitectura residencial prácticamente por obligación, parece que Chapman afirmaba hacerlo porque sentía que las arquitectas podían contribuir a mejorar este sector mediante una sensibilidad hacia las necesidades de los usuarios que echaba de menos en la profesión. Durante las dos siguientes décadas diseñó una gran variedad de viviendas, desde casas de campo hasta mansiones, siguiendo los estilos habituales de la época. Junto a la constructora Alice Foster levantó varias casas en estilo Colonial Revival o English Cottage en las que aplicó los últimos avances en electricidad y equipamiento de cocinas.